# Cebus kaapori
Cebus kaapori é um cebíneo endêmico do Brasil. Esta espécie é encontrado nos estados do Pará e Maranhão. Antigamente era considerada como subespécie de Cebus olivaceus, mas hoje é considerada uma espécie propriamente dita.

## Etimologia
O nome popular macaco-caiarara vem do Tupi-Guarani "kaí arara" e é um nome indígena para várias espécies de macacos do gênero Cebus. Já o nome científico, o gênero Cebus vem do grego kebus, que significa macaco, e kaapori vem de Ka’apor do Tupi, que significa “moradores na mata”.

## Taxonomia e Sistemática
Os caiarara estão inseridos dentro da Ordem Platyrrhini na família Cebidae, no qual fazem parte as subfamílias dos saguis (Callithrichinae), macaco-da-noite (Aotinae) e, por fim, a dos macaco-pregos (Cebinae).
A estrutura taxonômica dos macaco-pregos é complexa e mutável ao decorrer de novos estudos. A título de exemplo, dentro da subfamília Cebinae as espécies de macacos-prego estavam agrupadas em um único clado Cebus, no qual todos os denominados macaco-prego com tufos estavam associados a espécie Cebus apella. Todavia, com as novas revisões taxonômicas foi observada variações comportamentais e morfológicas entre as espécies e proposta uma nova estrutura para esse clado separando os macaco-pregos sem tufos e com tufos em dois gêneros, sendo eles Cebus e Sapajus respectivamente.
Dentro do gênero Cebus, a história taxonômica também apresenta suas controvérsias e muito se discutia sobre a localização taxonômica da espécie Cebus kaapori dentro da árvore filogenética. Antes o C. kaapori era atribuído como uma subespécie de Cebus olivaceus que por sua vez era classificada como Cebus nigrivittatus. Além disso, tanto C. kaapori como C. olivaceus por um período foram classificados como subespécie de Cebus albifrons devido às semelhanças morfológicas e ecológicas desses indivíduos. Todavia, essa classificação foi refutada com base nas pesquisas e estudos ao longo do tempo.

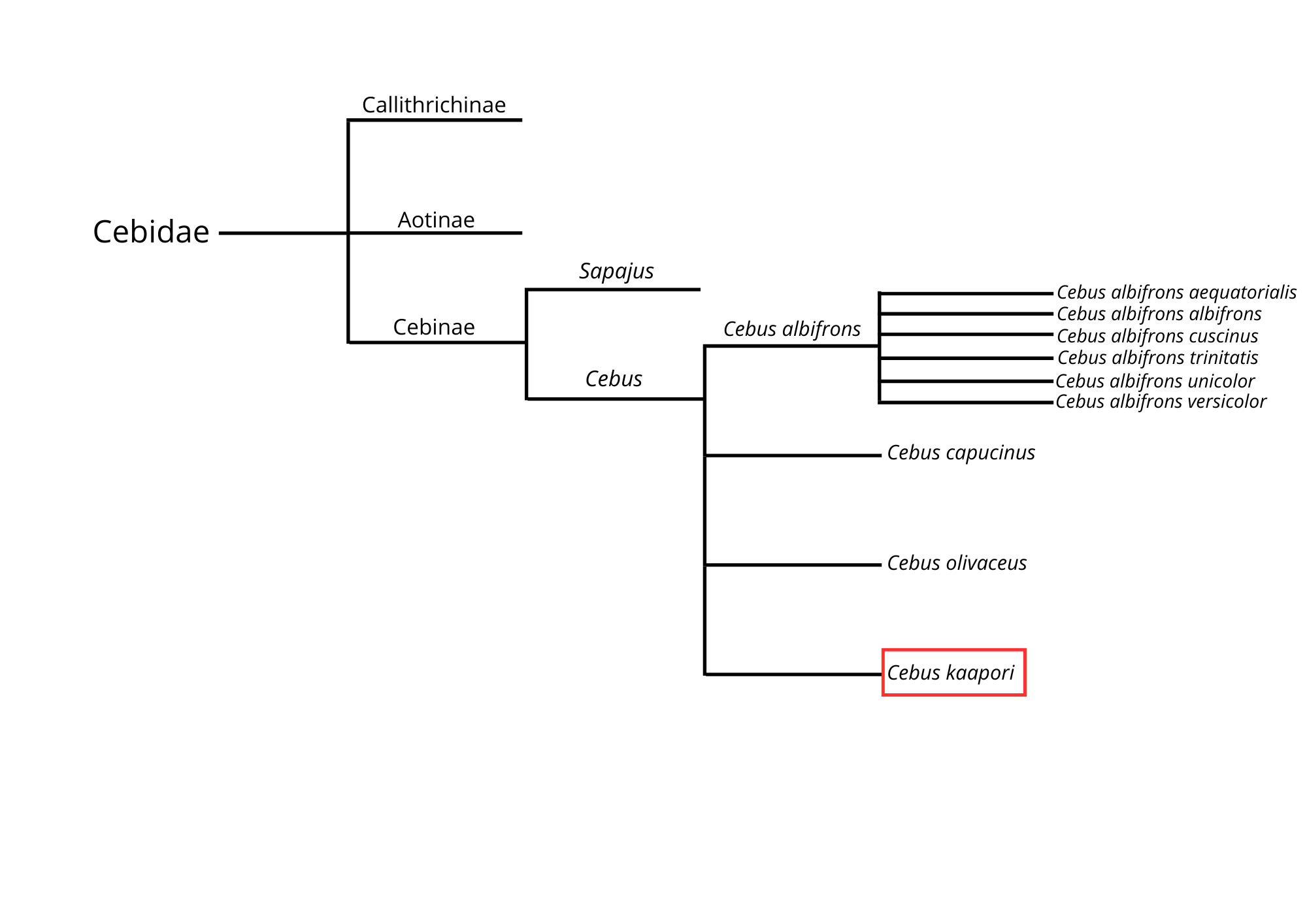
O cladograma descreve as relações filogenéticas entre as espécies do gênero Cebus.

Na classificação taxonômica mais atual, a descoberta de Queiroz em 1992 permitiu que Cebus kaapori, fosse  considerada uma espécie distinta de Cebus olivaceus após ser validada por Colin Peter Groves em 2001 no livro “Primate taxonomy”. Posteriormente, análises moleculares confirmaram a diferenciação desses organismos e autenticam Ka’apor Capuchin como uma espécie.

## Biologia e História Natural

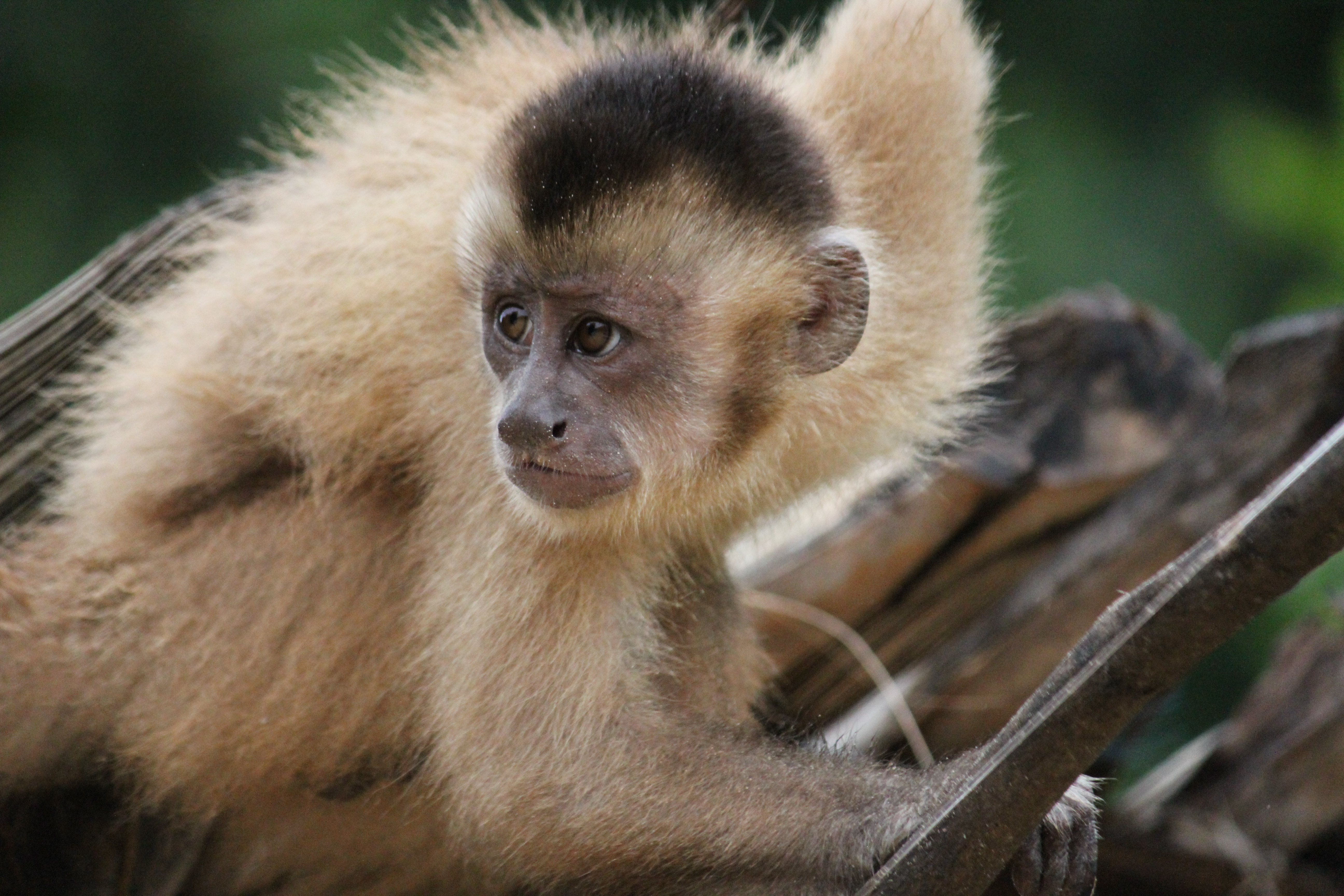
Caiarara ka'apor no Parque Nacional dos Lençóis Maranhenses.

### Características Gerais
Os Cebus kaapori são espécies diurnas e arbóreas, assim como as outras espécies do mesmo gênero. Os machos apresentam um peso aproximado de 3.050g, e um comprimento da cabeça-corpo de 465 mm, e cauda de 510 mm. O número de indivíduos por grupos pode variar de acordo com o tamanho e qualidade dos fragmentos florestais em diferentes áreas ou até dentro de uma mesma área. O tamanho do grupo e a disponibilidade de recursos afetam o tamanho da área de uso, com grupos maiores podendo monopolizar áreas com melhores recursos e expulsar os grupos menores, podendo inclusive ocorrer fissões entre os grupos por competição intra-grupal quando se tornam grandes demais.

### Alimentação
Assim como as outras espécies do gênero Cebus, os caiararas são onívoros, mas se alimentam essencialmente de frutas, sendo as sementes e o endocarpo partes importantes de sua dieta. No entanto, completam a sua alimentação com insetos, aracnídeos, ovos, além de flores e folhas, sendo as plantas das família Fabaceae, Melastomataceae, Arecaceae, Euphorbiaceae, Lecythidaceae e Malvaceae as mais utilizadas para alimentação. Também se alimentam de vertebrados, mas raramente.

### Reprodução
Apesar de os C.kaapori serem uma espécie diferente, ainda apresentam características em comum com os C. olivaceus como a maturidade sexual, que é atingida aos 6 anos pelas fêmeas e aos 15 pelos machos, o sistema de acasalamento que é poligâmico e o intervalo de nascimentos que é de 26 meses. As espécies desse gênero possuem um filhote por prole.

## Distribuição geográfica
Ao tratar sobre  distribuição geográfica dentro do gênero Cebus, a espécie  Cebus kaapori se destaca por apresentar uma das menores áreas de distribuição geográfica, com um limite de ocorrência bem limitado quando comparado a outros primatas da mesma categoria. Sua distribuição abrange áreas de floresta úmida densa  e floresta decídua da Amazônia Oriental sendo esta localizada no Estado do Maranhão a oeste. Além disso, há registros dessa espécie na região leste do Estado do Pará

## Aspectos culturais
Os caiararas são considerados por tribos indígenas Awá como um “xerimbabo”, isto é, uma coisa querida ou um animal de estimação. Nesse sentido, os caiararas são até amamentados no peito pelas mulheres lactantes e possuem função de guarda nas aldeias na idade adulta. Além disso, a família na qual os caiararas estão localizados (Cebidae) é caracterizada como primatas do Novo Mundo, uma nomenclatura utilizada para primatas que utilizam ferramentas para abrir alimentos ou capturar presas. C. kaapori costumam a usar algumas espécies de plantas como repelentes de parasitas ao esfrega-las em sua pelagem e, dessa forma, inspiraram algumas tribos indígenas amazônicas a utilizarem essas plantas como medicamentos.

## Ameaças e conservação

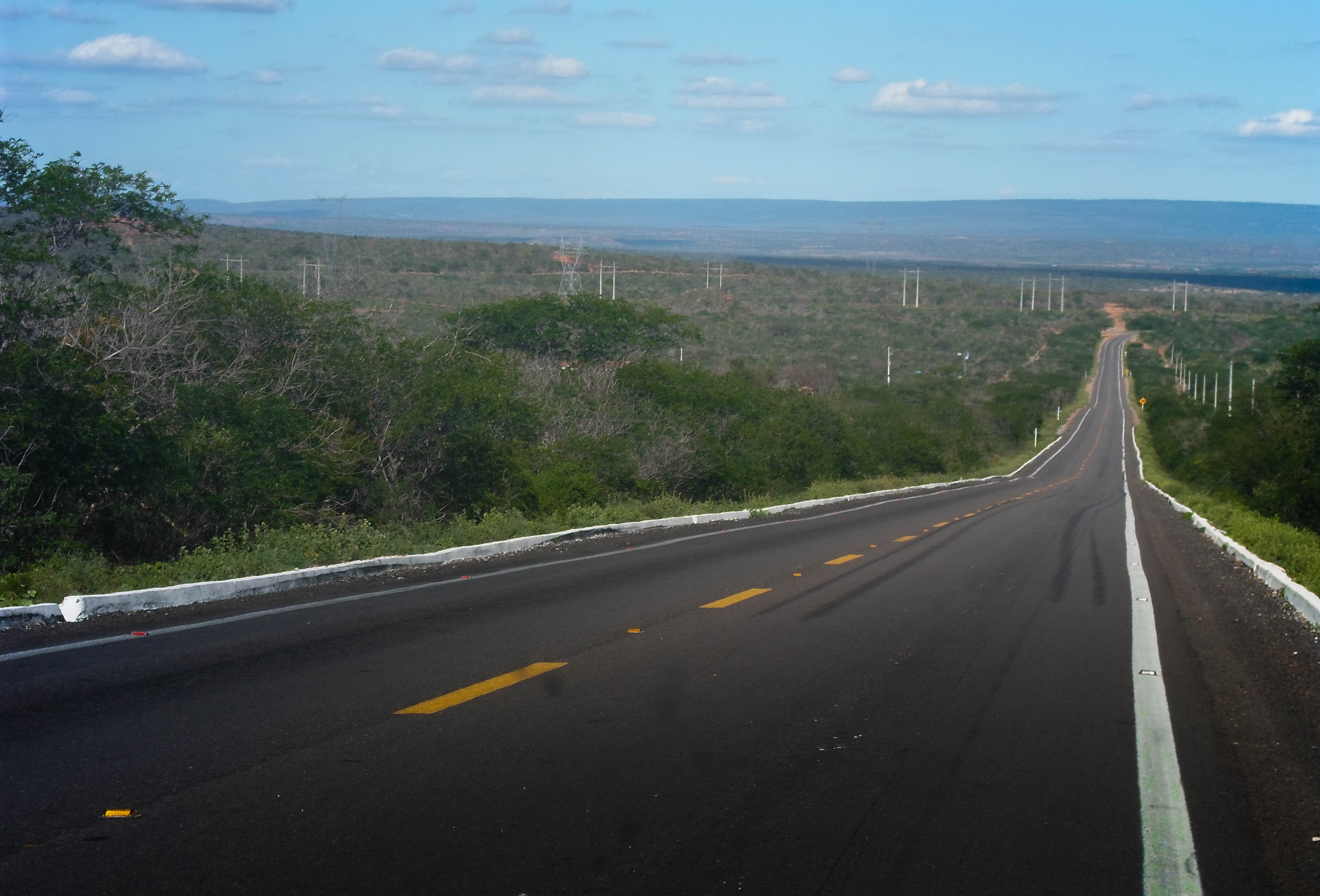
Fotografia de um trecho da BR-316 que passa pelos estados do Pará, Maranhão, Piauí, Pernambuco e Alagoas. Essa rodovia possui 2,054 km de extensão

Historicamente, a Região Amazônica esteve exposta à exploração excessiva de recursos com muita frequência. Os diversos eventos de ocupação que aconteceram e ainda acontecem na região percorreram milênios até a atualidade, em que em uma linha do tempo contínua é marcada por um crescimento econômico pela extração de borracha, madeira, soja, minério e pecuária e por um decréscimo na riqueza e abundância da biodiversidade.

Como uma espécie endêmica do Brasil, ou seja, que ocorre somente nesse local, primatas como C. kaapori possuem uma área de distribuição muito restrita, em paisagens altamente fragmentadas na região amazônica. Sua área de ocorrência, originalmente, coincide com áreas em que a ocupação humana aconteceu de forma massiva, com altos níveis de desmatamento e de degradação ambiental.

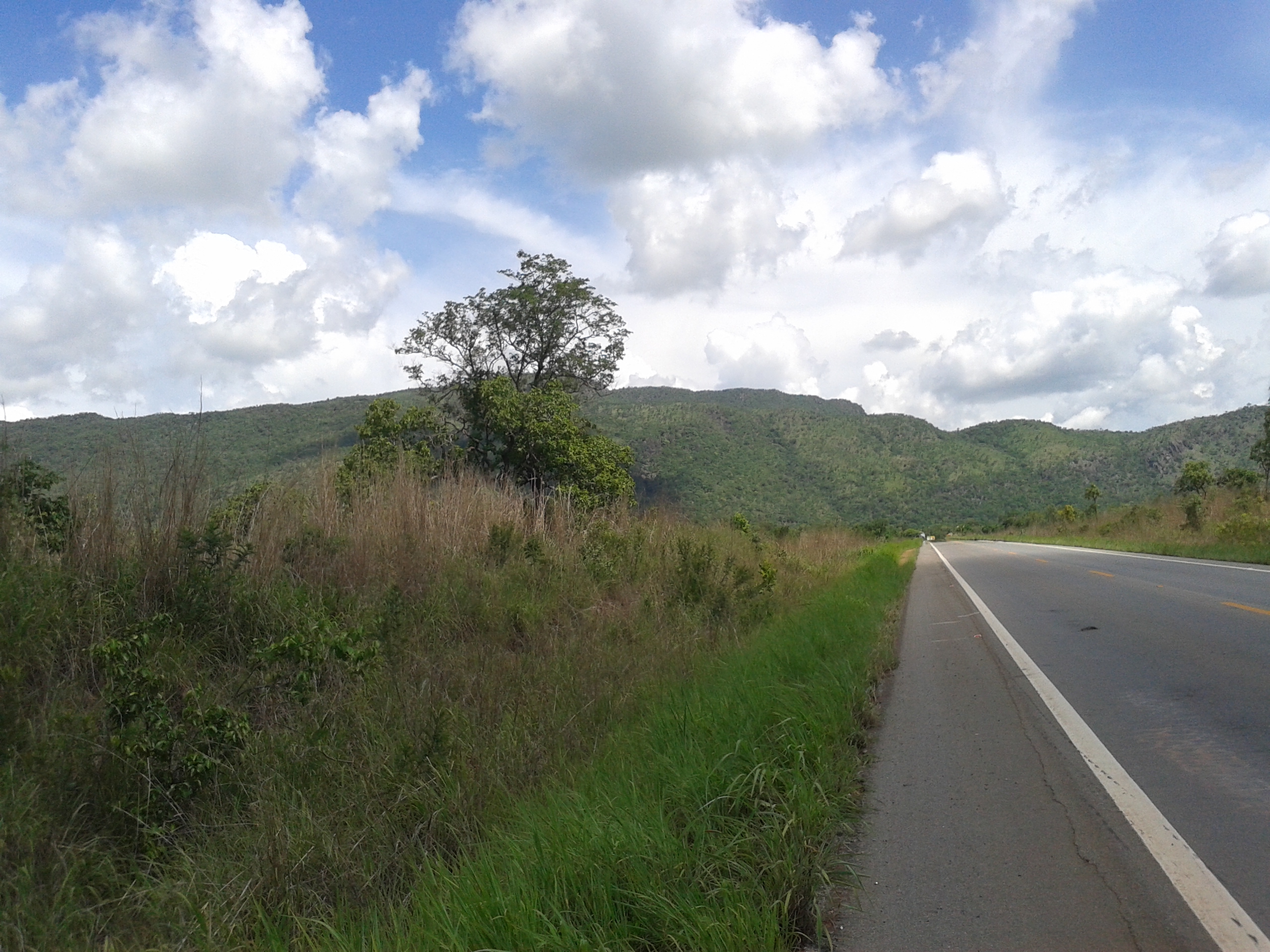
Fotografia de um trecho da BR-010 que passa por Maranhão, Tocantins, Goiás e Distrito Federal. A rodovia possui 1.959 km de extensão

O desmatamento, a fragmentação de habitat e a ocupação humana são as principais ameaças a conservação de C. kaapori. Desflorestamentos são bastante expressivos nas áreas de ocorrência dessa espécie, visto que 76% da área do Centro de Endemismo de Belém foi perdida até 2004. A fragmentação também é constante, visto que elas são agravadas por cortes seletivos de madeira e por problemáticas externas mesmo quando o remanescente está localizado em áreas protegidas.

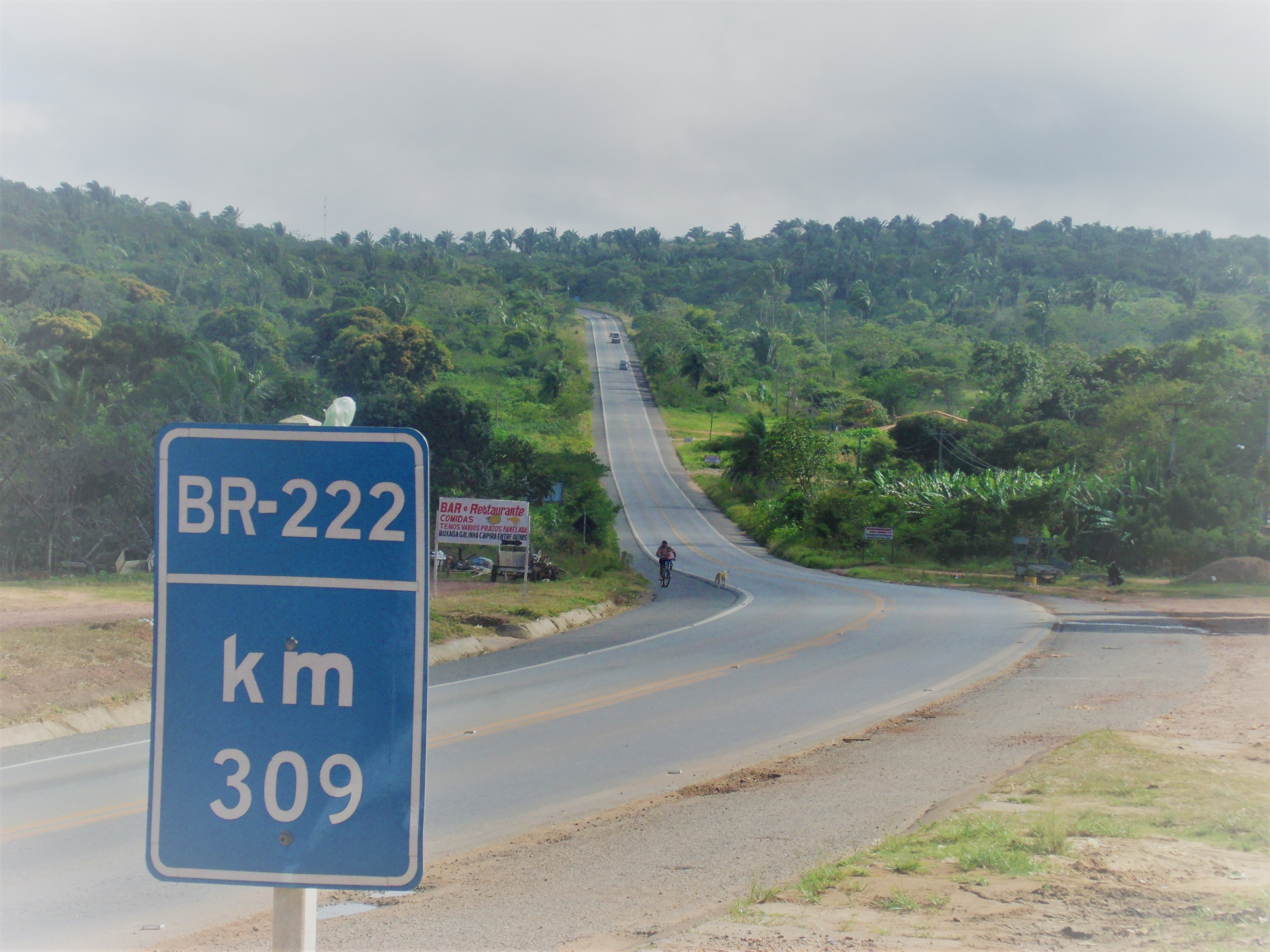
Fotografia de um trecho da BR-222 que passa pelo Ceará, Pará, Piauí e Maranhão e possui cerca de 1811,6 km de extensão

A ocupação, consequentemente, dificulta a conservação da espécie de forma direta e indireta. A construção de empreendimentos como a construção de rodovias como a BR-316, BR-222 e a BR-010 (que cruzam o Maranhão e/ ou chegam ao Pará) intensificam os processos de degradação ambiental, assim como a ocupação rural sem os devidos cuidados previstos por lei, como a presença de Reserva Legal e Áreas de Preservação Permanente (APPs) na propriedade. Além disso, empreendimentos e ocupações rurais tendem a ser estabelecidos com a presença de fogo, que se descontrolam e causam queimadas em fragmentos florestais de ocorrência.
No Pará, é documentado que C. kaapori está presente em 3 Unidades de Conservação (UCs), sendo elas: a Área de Proteção Ambiental (APA) Estadual Lago do Tucuruvi; Parque Estadual (PE) do Charapucu e Floresta Nacional (FLONA)de Caxiuanã. No Maranhão, a espécie está presente em 5 UCs, sendo elas: Reserva Biológica (REBIO) do Gurupi; APA Estadual da Baixada Maranhense; APA Estadual das Reentrâncias Maranhenses; Reserva Particular do Patrimônio Natural (RPPN) Fazenda São José.
Devido o reconhecimento recente acerca de sua taxonomia e da definição de comportamentos exclusivos que o caracterizam como uma espécie, os estudos sobre os caiararas estão gradativamente aumentando. Nesse sentido, ainda é necessário que haja dados robustos sobre a presença dos caiararas em outras localidades de ambos os estados e que sejam melhor compreendidos a ecologia e o modo de vida desses animais. No entanto, há levantamentos que vêm sendo realizados sobre a sua distribuição.
Ações conservacionistas para a espécie também estão sendo pensadas. C. kaapori está listada pela Convenção sobre o Comércio Internacional das Espécies Silvestres Ameaçadas de Extinção, que prevê a ameaça da comercialização ilegal e tráfico de espécies entre as nações, a fim de reduzir a extinção da flora e/ou fauna endêmica. Além disso, a espécie está inserida no Plano de Ação Nacional para a Conservação dos Primatas Amazônicos (Portaria nº 792/2017 do Ministério do Meio Ambiente), que objetiva melhorar o estado de conservação dos primatas amazônicos. Sendo assim, é necessário que se localizem os indivíduos, que sejam criadas áreas protegidas e que sua efetividade seja garantida para que a população de caiarara aumente.